# Пространственный реализм
Пространственный реализм — направление искусства, которое создал Михаил Матюшин в 1916 — 1926 годах. Художник определял его как соотношение принципов импрессионизма, футуризма и кубизма. При этом связь разных направлений была осуществлена через проблему восприятия человека, а также идей о четвёртом измерении Петра Успенского и Чарльза Хинтона. Михаил Матюшин использовал этот подход в своей живописи, музыке и скульптуре.
В пространственном реализме Михаила Матюшина важны три части части. Во-первых, художник выделял зрительное впечатление и эстетическое переживание в качестве главного условия  восприятия человека. Во-вторых, для Матюшина через динамику в пространстве человек распознаёт форму. В-третьих, цвет становится ключевым элементом композиции.
Все эти теоретические идеи художника были сформулированы в результате совмещения идей импрессионизма, футуризма и кубизма. В своём манифесте “Пространственный реализм. Опыт художника новой меры” Матюшин выделяет только универсальные категории, как линия, цвет, движение, не проводя различие между видами искусства. Под влиянием идей четвёртого измерения они становились условием для художника выхода из трёхмерного пространства.
Пространственный реализм возник как реакция на кризис миметической стратегии репрезентации в художественных практиках начала ⅩⅩ века. Отказ от мимесиса стал для художников модернизма причиной переосмысления онтологического статуса искусства. Михаила Матюшин находил значение искусства не в повторении облика природы, а в выявлении её принципов.
В этом отличие художественного мышления Михаила Матюшина в передаче природы в искусстве, противоположное миметической стратегии репрезентации в виде подражания объектам реального мира. Для нового способа передачи природы Михаил Матюшин создал систему “расширенное смотрение”. Свой метод художник определял как “акт сознательного распоряжения центральным и периферическим зрением в одновременном усилии смотрения”. В методе “расширенное смотрение” художник хотел увеличить способности зрения человека через активизацию всех органов чувств. Михаил Матюшин выделял четыре части в своём методе. Во-первых, кожный покров человека регулирует и объединяет прочие чувственные ощущения на примитивном уровне через осязание. Во-вторых, слух играет роль второго уровня восприятия пространства в том смысле, что через слуховые центры головного мозга человеком оценивается расстояние. В-третьих, зрительные ощущения помогают нам быстро ориентироваться в пространстве, где через глаз можно испытывать переживания, не характерные ни для каких других органов чувств. В-четвёртых, мозг организует и преобразует осязательные, слуховые и зрительные ощущения. Всё это должно было по идее Михаила Матюшина усилить способности человека воспринимать и переживать природу, расширив тем самым эстетическое переживание.
В своих поисках нового понимания природы Михаил Матюшин отталкивался от интуитивизма Анри Бергсона, а также органической теории Николая Лосского, с которым входил в философское общество Андрея Белого. В личной библиотеке Матюшина появляется книга Лосского “Мир как органическое целое”. Помимо этого, в начале своего программного текста “Новый пространственный реализм. Опыт художника новой меры” Матюшин приводит слова Анри Бергсона о том, что “существует настоятельная необходимость воспитания наших чувств. Ни зрение, ни осязание не могут сразу локализовать свои впечатления. Необходим целый ряд сближений и индукций, при помощи которых мы мало-помалу сочетаем наши впечатления между собой…”. Идеи Бергсона и Лосского помимо работы Матюшина в направлении импрессионизма привели художника к идее, по которой “главное в оценке натуры — связь и взаимоотношение вещей в пространстве. Те же вещи могут казаться различными в разном окружении. Предмет, направленный близко или далеко один от другого, в той или иной среде, может приобретать различную окраску, различную форму. Я убеждаюсь, что, кроме правды “изолированной” формы, есть правда “пространственного реализма”, правда видимой связи вещей”. Отношение Матюшина к природе выносит другое понимание искусства, где переосмысляется значение природы и способы её репрезентации, но, тем не менее, остаётся категория прекрасного, которая зависит от эстетического переживания мыслящего субъекта.